# Ma Fuxing

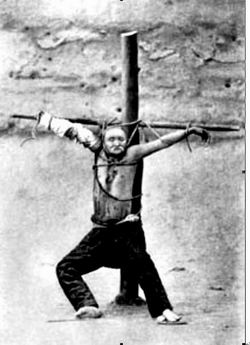
Ma Fuxing après avoir été fusillé.

Ma Fuxing (馬福興, 1854-1924) est un général chinois musulman d'ethnie Hui né au Yunnan. Durant le mandat de gouverneur du Xinjiang de Yang Zengxin, il est nommé commandant militaire puis Titai de Kachgar.

## Biographie
Ma Fuxing est général durant la dynastie Qing. Il rejoint les braves de Kansu (en) durant la révolte des Boxers sous l'autorité de Ma Fulu (en) et combat contre les forces étrangères lors du siège des légations internationales (en) et la bataille de Pékin de 1900.
Après la chute de la dynastie Qing, il travaille pour Yang Zengxin et lui recrute des troupes Dungan (chinois musulmans) en 1911, puis est posté en 1916 à Kachgar. En 1924, Yang intercepte une correspondance entre Ma et la clique du Zhili et devient suspicieux.
Ma Fuxing est nommé commandant de 2 000 soldats Hui par Yang Zengxin.
Son règne en tant que Titai de Kachgar est connu pour sa répression et ses excès. Il a un harem de femmes ouïghours, et utilise une machine de découpage du foin pour démembrer les victimes de sa politique. Les membres coupés sont exposés en public sous des panneaux expliquant pourquoi la personne fut exécutée. Il établit également un monopole du gouvernement sur les industries, par exemple pétrolières, et fait de grands achats publics de cire de paraffine. Ma Fuxing demande aussi à la population de l'appeler padishah (« roi »).
Yang Zengxin décide que les excès de Ma sont trop grands et envoie Ma Shaowu, un autre officier Hui, l'attaquer et le remplacer. Ma Fuxing est alors fusillé et son corps est accroché à une croix pour être exposé en public. Ma Shaowu est ensuite nommé Daotai de Kachgar.